# William Maclure
Pour les articles homonymes, voir Maclure.
William James Maclure est un géologue et pédagogue américain, né le 27 octobre 1763 à Ayr, Écosse et mort le 23 mars 1840 à San Angel, près de Mexico.

## Biographie
Il est le fils de David et d’Ann (née Kennedy) McClure. Il est baptisé James mais il changera plus tard son prénom en William ainsi que la graphie de son nom de famille. William a deux frères, Alexander et John, et trois sœurs, Helen, Anna et Margaret. La famille s’installe à Glasgow puis à Liverpool.
Le jeune William commence ses études à Ayr et semble n’avoir fréquenté aucune école supérieure. Il commence à travailler dans le commerce très tôt. La date de son premier voyage n’est pas connue avec précision, mais les années 1778 et 1782 ont été avancées par ses biographes. À partir de 1782, il devient le représentant à Londres d’une firme américaine, Miller, Hart and Co. et peut, dès lors, voyager fréquemment en Europe durant les quinze années suivantes. Il s’installe à Philadelphie en 1796 et obtient la nationalité américaine à Détroit la même année.
Il devient membre de l’American Philosophical Society en 1799. La même année, il part en Europe et s’installe à Paris. Il y a passera les quinze années suivantes. Il avait découvert et adopté les principes et les méthodes géologiques développés par Abraham Gottlob Werner (1749 ou 1750-1817) quelques années plus tôt. Durant son séjour européen, il fait de nombreuses excursions géologiques et parcourt le continent. En 1803, il devient membre de la Commission américaine sur la saisie des navires de commerce des États-Unis par la France durant la période 1797-1801.
Durant un voyage en Suisse avec Joseph Carrington Cabell (1778-1856) en 1805, il visite l’école de Johann Heinrich Pestalozzi (1746-1827) à Yverdon-les-Bains. Cette visite le convainc de l’intérêt de cette méthode pédagogique et Maclure envoie Francis Joseph Nicholas Neef (1770-1854) en 1806 et 1809 ouvrir la première école inspirée de Pestalozzi aux États-Unis.
De retour aux États-Unis en 1808, il passe près d’une année et demie à réaliser, seul, un relevé géologique du fleuve Mississippi. Il parcourt une vaste région allant du Maine à la Géorgie. Il fait paraître ses résultats sous le titre de Observations on the Geology on the United States, Explanatory of a Geological Map en 1809. C’est grâce à son action et à la même période, qu’il attire aux États-Unis des scientifiques tels que Gerard Troost (1776-1850), Silvain Godon (v. 1769-1840) et, un peu plus tard, Charles Alexandre Lesueur (1778-1846).
Maclure retourne en Europe en 1809 afin d’écrire un mémoire et de réaliser une carte sur la géologie de ce continent. Il devient membre de l’Academy of Natural Sciences of Philadelphia en 1812. Mais il réalise surtout des récoltes de spécimens qu’il fait parvenir aux écoles et universités américaines. Il quitte la France à l’automne 1815 et voyage avec C.A. Lesueur en Grande-Bretagne puis dans les Caraïbes. De retour aux États-Unis en 1816, il voyage dans le Delaware, le Maryland, la Pennsylvanie et dans l’État de New York. C.A. Lesueur commence alors à récolter des données pour réaliser une faune des poissons d’Amérique du Nord avec le soutien de Maclure. Celui-ci préside l’Academy of Natural Sciences of Philadelphia de 1817 à 1840 ; il donne à cette institution de nombreux livres et spécimens, il donne, en outre, une moyenne de mille dollars par an. Il fait paraître une version corrigée et enrichie de la géologie des États-Unis en 1818.
Maclure finance une expédition durant l’hiver 1817-1818 sur les côtes de Géorgie et de l’est de la Floride. Ses compagnons de voyage sont l’artiste et naturaliste Titian Ramsay Peale (1799-1885), l’ornithologue George Ord (1781-1856) et l’entomologiste Thomas Say (1787-1834). Outre les subventions qu’il octroie à T. Say pour ses recherches, il finance également une expédition de Thomas Nuttall (1786-1859) dans le bassin de l’Arkansas.
Il retourne en Europe et passe deux ans en France et en Italie. En 1820, il se rend à Madrid pour des raisons de santé. Il envisage de fonder une école d’agronomie à Alicante lorsque les troubles contre-révolutionnaires royalistes le forcent à quitter l’Espagne. En 1824-1825, il voyage en Irlande, en Écosse et en Angleterre. Il visite notamment des manufactures et des écoles modèles de New Lanark dirigées alors par Robert Owen (1771-1858), cet utopie industrielle impressionne fortement Maclure.
Maclure vend alors son appartement de Paris et retourne en Amérique. Ses amis l’incitent à les rejoindre pour fonder un projet de société communautaire et socialiste à New Harmony (Indiana). Il devient plus ou moins le responsable des programmes éducatifs et scientifiques. Maclure emmène avec lui des enseignants pestalozziens comme Francis Joseph Nicholas Neef (1770-1854), Marie Duclos Fretageot (1820-1833), William S. Phiquepal d'Arusmont, T. Say, C.A. Lesueur et G. Troost. Bien que le projet d’Owen échoue en moins d’un an, la plupart des membres du groupe de Maclure restent en place et continuent de travailler grâce au soutien financier de William Maclure. Une école consacrée à l’industrie dotée d’une maison d’édition ; celle-ci fait paraître des ouvrages importants comme quelques planches de l’American Ichthyology (1827) de C.A. Lesueur, quelques numéros d’American Conchology (1830-1838 de T. Say et une réédition de North American Sylva de François André Michaux (1770-1855) (les planches avaient été acquises par Maclure en Europe).
Mais sa santé n’est pas bonne, aussi Maclure part à Mexico. Il entreprend une correspondance importante qui lui permet de suivre l’évolution de ses projets tant à Philadelphie qu'à New Harmony.
Durant toute cette période, il fait paraître de nombreuses publications en géologie mais aussi sur l’économie, la pédagogie ou la politique. Bien qu’il suive le système de Abraham Gottlob Werner (1749 ou 1750-1817), il n’est ni partisan du catastrophisme, ni du neptunisme. Amos Eaton (1776-1842) dira de lui qu’il est le meilleur géologue qu’il connaît, malgré l’hétérogénéité de son œuvre. William Maclure peut être véritablement considéré comme le père de la géologie américaine.

## Source
- Keir B. Sterling, Richard P. Harmond, George A. Cevasco & Lorne F. Hammond (dir.) (1997). Biographical dictionary of American and Canadian naturalists and environmentalists. Greenwood Press (Westport) : xix + 937 p.  (ISBN 0-313-23047-1)

Maclure est l’abréviation botanique standard de William Maclure.
Consulter la liste des abréviations d'auteur en botanique ou la liste des plantes assignées à cet auteur par l'IPNI, la liste des champignons assignés par MycoBank, la liste des algues assignées par l'AlgaeBase et la liste des fossiles assignés à cet auteur par l'IFPNI.